# Clark-Nunatak
Der Clark-Nunatak (in Chile Cerro Negro, in Argentinien Morro Negro, beiderseits übersetzt: Schwarzer Hügel) ist ein 147 m hoher Nunatak im Westteil der Livingston-Insel im Archipel der Südlichen Shetlandinseln. Er ragt auf der Südseite des Rotch Dome auf.
Das UK Antarctic Place-Names Committee benannte ihn 1958 nach Daniel W. Clark, Erster Maat auf der zwischen 1820 und 1821 in den Gewässern um die Südlichen Shetlandinseln operierenden Brigg Hersilia, der die Robbenjagden an den Südstränden der Livingston-Insel leitete und dessen Bericht darüber zu den wenigen erhaltenen Überlieferungen zu den Südlichen Shetlandinseln gehört.